# هنريك سوبيرغ
هنريك سوبيرغ (بالسويدية: Henrik Sjöberg)‏ هو لاعب جمباز فني سويدي، ولد في 20 يناير 1875 في ستوكهولم في السويد، وتوفي في 1 أغسطس 1905 في هيليسينكور في الدنمارك بسبب غرق.

## وصلات خارجية
- هنريك سوبيرغ على موقع اللجنة الأولمبية الدولية (الإنجليزية)
- هنريك سوبيرغ على موقع أوليمبيديا (الإنجليزية)
- هنريك سوبيرغ على موقع اللجنة الأولمبية السويدية (السويدية)